# Instituto Tecnológico Superior de Álamo Temapache
El Instituto Tecnológico Superior de Álamo Temapache (conocido popularmente por sus siglas ITSAT) es una Institución de Educación Superior fundada en el año 2000 que prepara Profesionistas con capacidad tecnológica y calidad humana con un alto nivel académico. El tecnológico se localiza en el municipio de Álamo Temapache, Veracruz. 
La sede de esta institución se ubica en la localidad llamada Xoyotitla. Cuenta con presencia en el Municipio de Tuxpan (Veracruz) con una extensión académica ubicada en la ciudad y puerto de Túxpan de Rodríguez Cano; recientemente se ha aperturado una unidad académica que se encuentra en la ciudad de Álamo (Veracruz). 
Actualmente oferta 7 programas de nivel superior, y su dirección general proviene del Tecnológico Nacional de México.

## Historia
El 30 de agosto de 1999, el Gobierno del Estado Libre y Soberano de Veracruz-Llave, suscribió un convenio de coordinación con la Secretaría de Educación Pública, para la creación, operación y apoyo financiero del Instituto Tecnológico Superior de Álamo Temapache, Ver., cuyo propósito es contribuir a impulsar y consolidar el Programa de Desarrollo de la Educación Superior Tecnológica en el estado.
El 7 de febrero de 2000 empezó a funcionar en el municipio de Álamo Temapache, Veracruz, un plantel educativo con el mismo nombre del instituto, que formalmente se crea mediante decreto, sujetándose a los planes y programas de la Secretaría de Educación Pública, con apoyo financiero del Gobierno del Estado.
Hoy en día, el ITSAT se ha convertido en una universidad pública moderna, comprometida en la formación de profesionistas, bajo los requerimientos establecidos por el Consejo para la Acreditación de la Educación Superior (COPAES), logrando alcanzar el Reconocimiento a la Excelencia Educativa por contar con el 100% de sus programas educativos Acreditados como Programas de Calidad; cuenta con la Certificación vigente de su proceso de enseñanza aprendizaje bajo la norma ISO 9001:2008 y diversas normas de competencia profesional y laboral.
La matrícula institucional ha pasado de los 127 alumnos que integraron la primera generación, a los casi 2000 alumnos con los que inició el actual ciclo escolar; prácticamente la totalidad, del personal docente del instituto cuenta con posgrado y se encuentra integrado en cuerpos académicos acordes a los programas educativos vigentes, y 9 de ellos cuentan con el reconocimiento a Perfil Deseable otorgado por el Programa para el Desarrollo Profesional Docente (PRODEP).
Se imparten 6 programas educativos en diversas modalidades y ubicaciones, destacando la apertura en el año 2011 de la Extensión Tuxpan del ITSAT; y actualmente, se promueve la apertura del primer programa de Posgrado propio impartido en su totalidad por personal del Instituto. Y muchos logros más, que resulta complicado enlistar en un breve discurso. Es así, como en estos años de enriquecedora experiencia todos aprendimos, sobre todo a moldear nuestro carácter, a afianzar nuestros principios y nuestra filosofía y a fortalecer académicamente a la institución.
Con ello, la máxima casa de estudios de Álamo Temapache se sigue consolidando como una institución preocupada por brindar Educación de Calidad, distinguiéndose como parte integral del mejor y más grande Sistema de Educación Tecnológica de nuestro país.

## Oferta educativa
Cuenta con los siguientes programas de estudio a nivel Licenciatura
- Ingeniería Ambiental
- Ingeniería Industrial
- Ingeniería en Administración
- Ingeniería en Industrias Alimentarias
- Ingeniería en Sistemas Computacionales
- Ingeniería en Tecnologías de la Información y Comunicaciones
- Ingeniería en Innovación Agrícola Sustentable

## Referencias

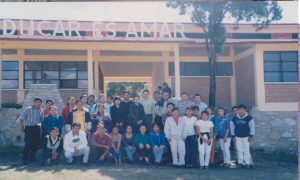